# McCann (Familienname)
McCann ist ein englischer Familienname.

## Namensträger
- Amy McCann (Baseballspielerin) (* 1978), australische Baseballspielerin
- Amy McCann (Fußballspielerin) (* 1983), nordirische Fußballspielerin
- Anna Marguerite McCann (1933–2017), US-amerikanische Archäologin
- Charlie McCann (* 2002), nordirischer Fußballspieler
- Chris McCann (* 1960), US-amerikanischer Musiker
- Chuck McCann (1934–2018), US-amerikanischer Schauspieler, Komiker und Moderator
- Colum McCann (* 1965), irischer Schriftsteller, Drehbuchautor und Journalist
- Dan McCann, US-amerikanischer Filmproduzent
- David McCann (* 1973), irischer Straßenradrennfahrer
- Donal McCann (1943–1999), irischer Theater- und Filmschauspieler
- Gavin McCann (* 1978), englischer Fußballspieler
- Grant McCann (* 1980), nordirischer Fußballspieler und -trainer
- Hailey McCann (* 1995), US-amerikanische Schauspielerin
- Hugh McCann (1916–1981), irischer Diplomat
- James McCann (Bischof) (1897–1983), anglikanischer Erzbischof von Armagh
- James Joseph McCann (1887–1961), kanadischer Politiker
- Jared McCann (* 1996), kanadischer Eishockeyspieler
- Jim McCann (Leichtathlet) (* 1939), australischer Sprinter
- Jim McCann (Musiker) (1944–2015), irischer Entertainer und Musiker
- Jodie McCann (* 2000), irische Langstreckenläuferin
- John McCann (Polospieler) (1879–1952), britischer Polospieler

- John McCann (Politiker) (1905–1980), irischer Politiker
- John McCann (Fußballspieler) (* 1934), schottischer Fußballspieler
- Kate McCann, britische Fernsehmoderatorin
- Kerryn McCann (1967–2008), australische Leichtathletin
- Kevin McCann (Fußballspieler, 1953) (* 1953), schottischer Fußballspieler
- Kevin McCann (Fußballspieler, 1980) (* 1980), schottischer Fußballspieler
- Kevin McCann (Fußballspieler, 1987) (* 1987), schottischer Fußballspieler
- Kirsten McCann (* 1988), südafrikanische Ruderin
- Les McCann (1935–2023), US-amerikanischer Jazz-Pianist, Sänger und Komponist
- Lewis McCann (* 2001), nordirischer Fußballspieler
- Lila McCann (* 1981), US-amerikanische Country-Sängerin
- Luke McCann (* 1998), irischer Mittelstreckenläufer
- Madeleine McCann (* 2003), vermisste Person, siehe Vermisstenfall Madeleine McCann
- Martin McCann (* 1983), irischer Schauspieler
- Matthew McCann (* 2005), US-amerikanischer Schauspieler und Synchronsprecher
- Michael McCann (Politiker) (* 1964), schottischer Politiker
- Michael McCann (Komponist) (Michael Anthony McCann; * 1976), kanadischer Komponist
- Michael McCann (Jurist) (* 1976), US-amerikanischer Jurist und Sportjournalist
- Michael McCann (Hockeyspieler) (* 1977), australischer Hockeyspieler
- Neil McCann (* 1974), schottischer Fußballspieler
- Owen McCann (1907–1994), südafrikanischer römisch-katholischer Kardinal
- Pete McCann, US-amerikanischer Jazzmusiker
- Rory McCann (* 1969), schottischer Schauspieler
- Ryan McCann (Fußballspieler, 1981) (* 1981), schottischer Fußballspieler
- Ryan McCann (Fußballspieler, 1982) (* 1982), nordirischer Fußballspieler
- Sean McCann (Schauspieler) (1935–2019), kanadischer Schauspieler
- Sean McCann (Offizier) (* 1950), irischer Offizier, Chief of Staff of the Defence Forces
- Séan McCann (Musiker) (* 1967), kanadischer Musiker, Bandmitglied von Great Big Sea und Sean McCann & The Committed
- Sean McCann (Eishockeyspieler) (* 1971), kanadischer Eishockeyspieler und -trainer
- Sean McCann (Politiker) (* 1971), US-amerikanischer Politiker, Senator für Michigan (seit 2019)
- Stephanie McCann (* 1977), kanadische Stabhochspringerin
- Tatum McCann (* 1999), US-amerikanische Schauspielerin
- Terrence McCann (1934–2006), US-amerikanischer Ringer